# Avenue Napoléon-Bonaparte (Rueil-Malmaison)
L'avenue Napoléon-Bonaparte est une voie publique de la commune de Rueil-Malmaison, dans le département français des Hauts-de-Seine.

## Situation et accès

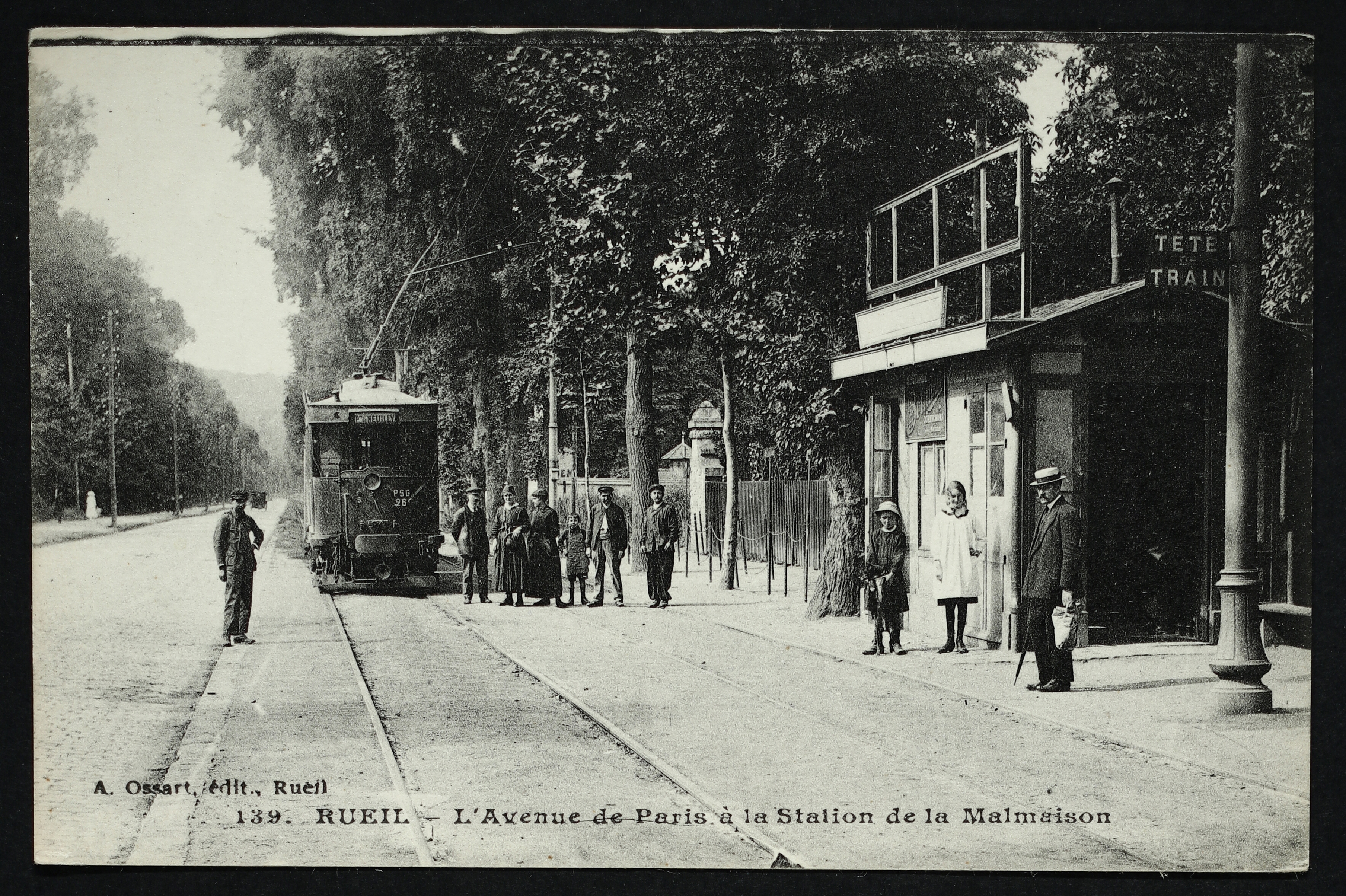
Carte postale - Rueil-Malmaison - L'avenue de Paris à la station de la Malmaison.

Suivant la route départementale 913, elle est orientée du sud-ouest au nord-est.
Elle était autrefois parcourue par la ligne de tramway no 60 administrée par la Compagnie du tramway de Paris à Saint-Germain.

## Origine du nom

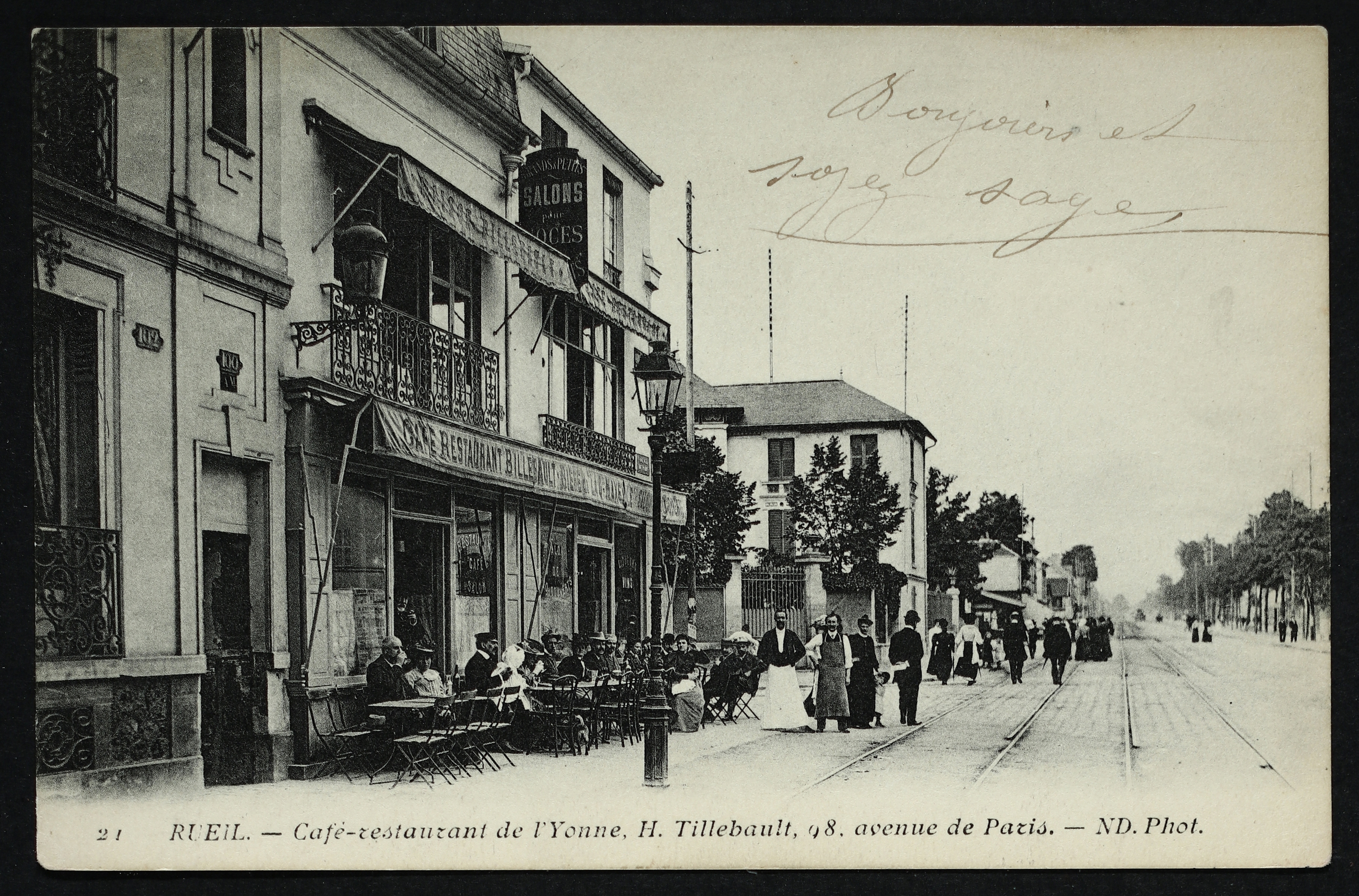
Carte postale - Rueil-Malmaison - Café-restaurant de l'Yonne, H. Tillebault, 8 avenue de Paris.

Cette avenue fait référence à Napoléon Bonaparte, empereur des Français.

## Historique

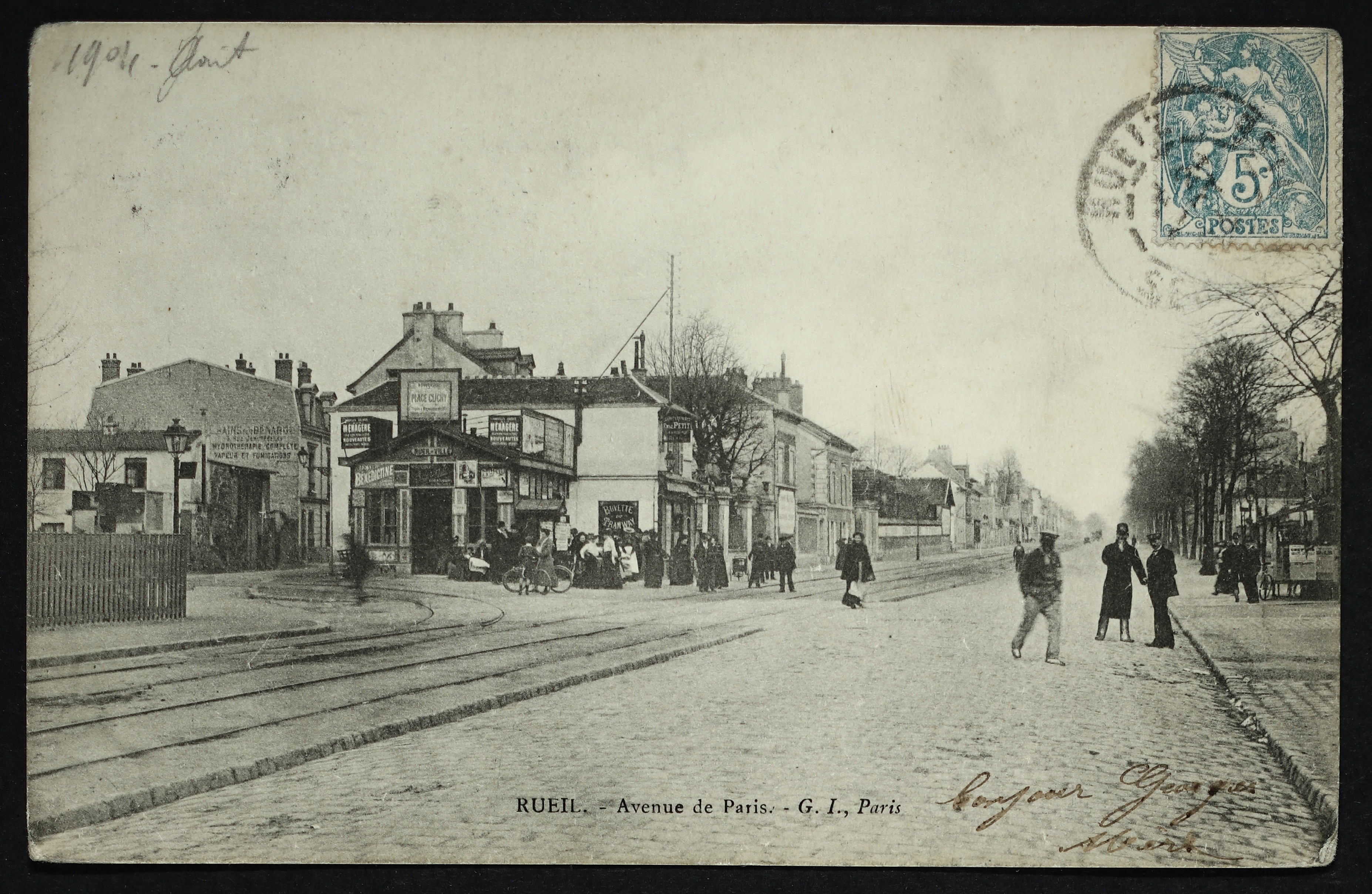
Carte postale - Rueil-Malmaison - Avenue de Paris.

Cette voie de circulation était autrefois l'avenue de Paris,.

## Bâtiments remarquables et lieux de mémoire
- Château de la Petite Malmaison.
- Des scènes du film Trois Amis y ont été tournées en 2007[5].
- Au no 296, ancien Laboratoire Industriel d'Électronique Édouard Belin[6].